# 예산산성
예산산성(禮山山城)은 대한민국 충청남도 예산군 예산읍에 있는 삼국시대의 산성이다. 1982년 8월 3일 충청남도의 기념물 제30호로 지정되었다.

## 개요
충청남도 예산군 예산읍 산성리의 서북쪽에 있는 넓은 평야에 솟아 있는 낮은 야산에 흙으로 쌓은 성터이다. 둘레는 655m, 성벽의 높이는 약 2.4m인데, 옛 기록에는 ‘오산성’이라 하여 둘레가 2002척이라 하였다.
이 성은 서에서 북으로 감돌며 흐르는 무한천에 의해 천연적인 방어시설을 형성하고 있다. 유물과 유적은 찾을 수 없으며, 토기조각과 기와조각이 가끔 보일 뿐이다.
이 성의 유래는 확실하지 않으나 예산이 백제의‘오산’ 혹은 ‘고산’이었던 점으로 보아 백제 때 이 지역의 중심터였던 듯하다. 더구나 백제 부흥군이 당나라 군을 맞이하여 싸웠던 곳이라 전해져 오고 있어, 백제 때 만들어진 성으로 보고있다.

## 참고 자료
- 예산산성 - 국가유산청 국가유산포털